# Pijn is 'n souvenir
Pijn is 'n souvenir is een single van Gerard Cox. Het is afkomstig van zijn album Zo zijn we niet getrouwd.
Pijn is 'n souvenir is een tekst van Hans Dorrestijn uit zijn bundel Mooi van lelijkheid. Cox/Dorrestijn had graag een bewijs van liefde van een oude vlam, een beet in de schouder of elders. Later is een tekst geschreven door Simon Carmiggelt uit zijn bundel De gedichten. Voor beide schreef Ruud Bos de muziek. Later is ook te vinden op de elpee Tony van Verre ontmoet Simon Carmiggelt.
Pijn is 'n souvenir werd geen hit. Het lied was wel te zien op de televisie.